# 张海银
张海银（1938年1月24日—），男，安徽霍邱人，中国种业工作者，中国种业十大功勋人物。现任安徽张海银种业基金会理事长。